# Kirghizistan aux Jeux olympiques d'hiver de 1994
Cet article contient des informations sur la participation et les résultats du Kirghizistan aux Jeux olympiques d'hiver de 1994, qui ont eu lieu à Lillehammer en Norvège. Il s'agit de la première participation du pays aux Jeux olympiques d'hiver. 
La délégation kirghize n'étant pas arrivé dans les temps pour assister à la cérémonie d'ouverture, c'est le volontaire et traducteur norvégien Torkel Engeness qui a porté le drapeau du pays durant la cérémonie.

## Résultats

### Biathlon

#### Dames
| Evgeniya Roppel | Sprint 7,5 km    | 31 min 08 s 0     | 3 (1 + 2)         | 66 |
| Evgeniya Roppel | Individuel 15 km | 1 h 02 min 46 s 6 | 5 (1 + 1 + 0 + 3) | 67 |